# Kanton Clamart
Der Kanton Clamart ist seit 1967 ein französischer Wahlkreis in den Arrondissements Antony und Boulogne-Billancourt, im Département Hauts-de-Seine und in der Region Île-de-France. Sein Hauptort ist Clamart.

## Gemeinde
Der Kanton besteht aus zwei Gemeinden mit insgesamt 85.389 Einwohnern (Stand: 1. Januar 2022) auf einer Gesamtfläche von 10,33 km²:
| Gemeinde       | Einwohner 1. Januar 2022 | Fläche km² | Dichte Einw./km² | Code INSEE | Postleitzahl | Arrondissement       |
| -------------- | ------------------------ | ---------- | ---------------- | ---------- | ------------ | -------------------- |
| Clamart        | 56.882                   | 8,77       | 6.486            | 92023      | 92140        | Antony               |
| Vanves         | 28.507                   | 1,56       | 18.274           | 92075      | 92170        | Boulogne-Billancourt |
| Kanton Clamart | 85.389                   | 10,33      | 8.266            | 9208       | –            | –                    |

Bis zur Neuordnung bestand der Kanton Clamart aus einem Teil der Gemeinde Clamart. 